# Ribnik (Bosnien)

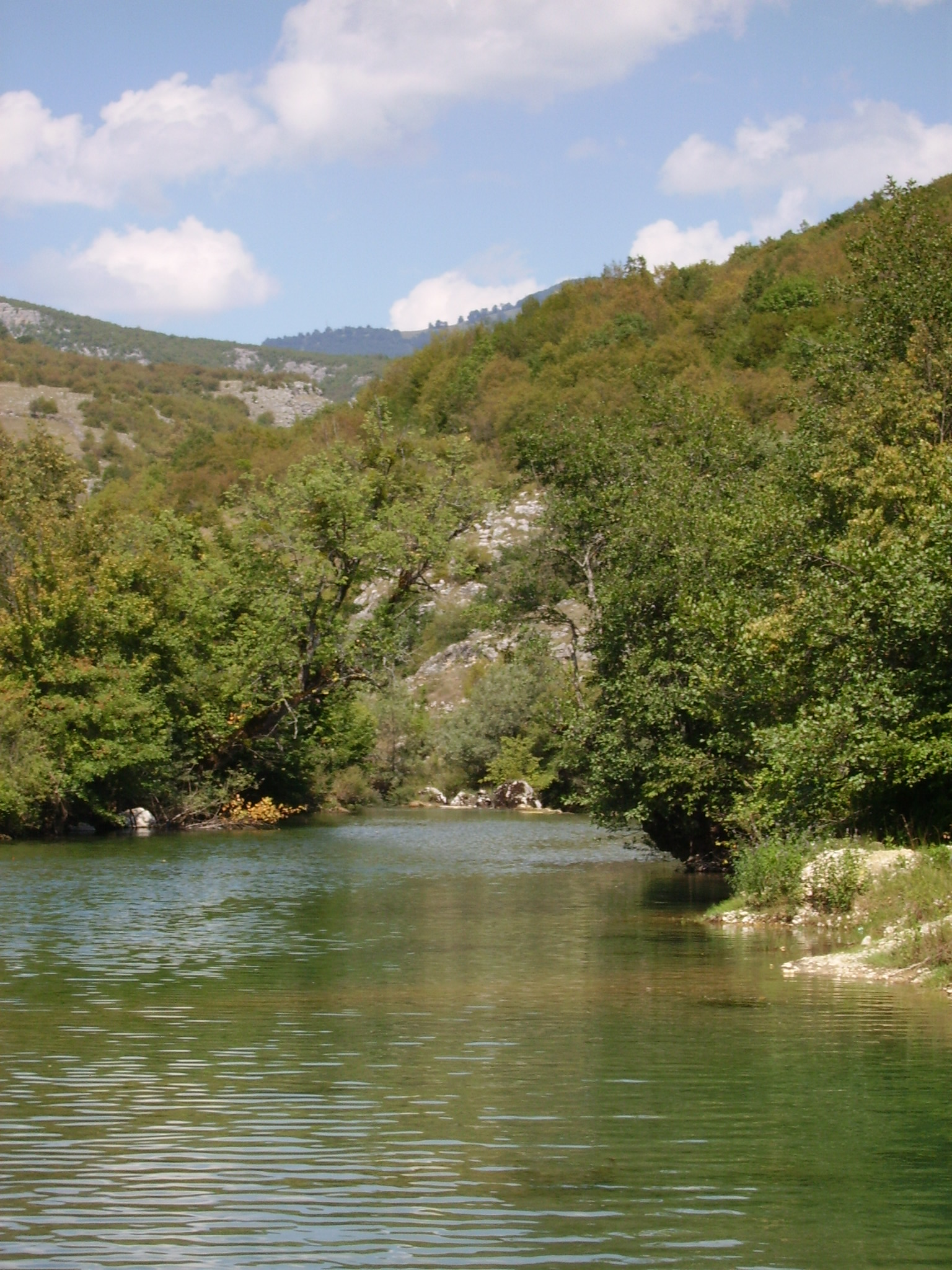
Die Sana bei Donji Vrbljani

Ribnik (serbisch-kyrillisch Рибник) ist ein Ort und die zugehörige Verbandsgemeinde (opština) im Nordwesten von Bosnien und Herzegowina. Sie gehört zur Republika Srpska und entstand durch die im Vertrag von Dayton festgelegte Entitätengrenze, welche die Gemeinde Ključ teilte. Der nordwestliche Teil der ehemaligen Gemeinde, der fast ausschließlich von Bosniaken bewohnt ist, gehört heute zum Kanton Una-Sana in der Föderation Bosnien und Herzegowina.
Nach dem Bosnienkrieg wurde die Gemeinde zunächst als Srpski Ključ bezeichnet, bevor das Verfassungsgericht der Republik Bosnien und Herzegowina jeglichen ethnischen Bezug in Ortsnamen verbot und die neue Bezeichnung Ribnik nach dem Gemeindesitz gewählt wurde.

## Geografie
Die Gemeinde Ribnik befindet sich zwischen 300 und 1650 m Höhe an der oberen Sana, umgeben von den Gebirgen Dimitor und Podovi im Osten, Crna gora im Süden sowie Klekovača und Srnetica im Westen. Der nördliche Gemeindeteil liegt im Zmijanje-Höhenzug. Die Gebirgszüge sind dicht bewaldet; Wälder machen 64 % des Gemeindegebietes aus.
Ribnik wird begrenzt von den Gemeinden Ključ und Oštra Luka im Norden, der Stadt Banja Luka im Nordwesten, Mrkonjić Grad im Osten, Glamoč im Süden sowie Istočni Drvar und Petrovac (RS) im Westen.

### Gemeindegliederung
Zur Gemeinde gehören die Dörfer Busije, Crkveno, Čađavica, Donja Previja, Donja Slatina, Donji Ribnik, Donji Vrbljani, Dragoraj, Gornja Previja, Gornja Slatina, Gornje Sokolovo, Gornji Ribnik, Gornji Vrbljani, Rastoka, Sitnica, Sredice, Stražice, Treskavac, Velijašnica, Velije und Zableće sowie Teile der Dörfer Donje Ratkovo, Donje Sokolovo, Gornje Ratkovo, Jarice und Ljubine.

## Bevölkerung
Zur Volkszählung von 2013 hatte die Gemeinde Ribnik etwa 6.500 Einwohner und zählte damit zu den kleineren Verbandsgemeinden in Bosnien. Den überwiegenden Bevölkerungsteil stellen die Serben. In der Volkszählung 1991 bezeichneten sich auf dem Gebiet der heutigen Gemeinde 99,5 % der Einwohner als Serben. Die Einwohner von Ribnik leben fast ausschließlich in den Siedlungen entlang der Flüsse Sana und Ribnik. Die umgebenden Gebirge sind nicht besiedelt.

## Geschichte
Das Dorf Zableće nördlich von Ribnik wurde bereits 1530/31 erstmals als Festung auf dem rechten Ufer der Sana erwähnt. Im Zweiten Weltkrieg gehörte Ribnik lange zum nichtbesetzten Gebiet Bosnien-Herzegowinas. Die Gemeinde Ribnik wurde 1945 gegründet, jedoch 1965 der Nachbargemeinde Ključ angeschlossen. Nach dem Bosnienkrieg war das Gemeindegebiet für einige Monate verlassen, bevor die ersten Flüchtlinge zurückkehrten.

## Verwaltung
Die Gemeinde teilt sich in die fünf Dorfgemeinschaften Crkvina, Previja, Ribnik, Sitnica und Vrbljani. Alle Dorfgemeinschaften haben einen eigenen Dorfgemeinschaftsrat, der von der Bevölkerung gewählt wird. Das Gemeindezentrum ist Ribnik. Der Gemeinderat hat 17 Mitglieder.

## Wirtschaft
Bedingt durch die Lage inmitten dicht bewaldeter Gebirge spielt die Holzwirtschaft in der Gemeinde Ribnik eine große Rolle. In Vučija Poljana im Westen der Gemeinde gibt es mehrere große touristische Bauten, die jedoch momentan nicht genutzt werden. Das südliche Gemeindegebiet ist weitgehend unberührt.

## Verkehr
Ribnik Gornji war früher Endstation einer von Srnetica kommenden Stichlinie der schmalspurigen Steinbeisbahn.